# Красное (Удомельский район)
Красное — деревня в Удомельском городском округе Тверской области.

## География
Деревня находится в северной части Тверской области на расстоянии приблизительно 1 км на юго-восток по прямой от поселка Брусово.

## История
Впервые упоминается в 1859 году. Дворов (хозяйств) было учтено 6 (1859), 11(1886), 12 (1911), 33 (1961), 24 (1986), 17 (2000). В советский период истории работали колхозы «Красный Воин», им. Сталина, «Ленинский путь», «Брусово» и совхоз «Брусово». До 2015 года входила в состав Брусовского сельского поселения до упразднения последнего. С 2015 года в составе Удомельского городского округа.

## Население
Численность населения: 40 (1859), 60(1886), 81 (1911), 91 (1961), 49 (1986), 31 (2000), 22 (русские 100 %) в 2002 году, 19 в 2010.